# Монсеррат (гора)
Монсеррат (кат. Montserrat) — багатопіковий гірський хребет в Каталонії за 50 км від Барселони у напрямку Піренеїв. Назва перекладається з каталанської як «розрізані», «розпиляні» або «зубчаті» гори. Є складовою Каталанського Прибережного хребта. Висота гори 1236 метрів, довжина 10 км, ширина 5 км. На рівні 720 м над рівнем моря на горі розташований бенедиктинський Монсерратський монастир.
В 1493 році Христофор Колумб назвав Карибський острів Монтсеррат Санта-Марія-де-Монтсеррат (ісп. Santa Maria de Montserrate,), на честь Діви Монтсерратської.

## Опис
Химерна незвичайної форми гора, яку за легендою розпиляли ангели, щоб врізноманітнити навколишній ландшафт, складається зі скель, які стоять неначе ідоли. Найвищими серед них є скеля Сант-Жероні (Св. Єроніма) (1236 м), Монтгрос (1120 м) і Міранда-де-лес-Агульєс (903 м).
Один з туристичних путівників так описує цю гору: «Вона росте і видозмінюється із наближенням до неї, постійно змінює кольорові відтінки, а її вершини, часто оповиті туманом, скеровані в небо, змушують засумніватись у реальності». Людська фантазія, яку викликають обриси скель, дала їм цікаві назви: Кінь Бернарда (Cavall Bernat, Каваль Бернат), Мумія, Черево єпископа, Хобот слона.
Між скелями росте ліс. Флора цього куточка природи охоплює понад 1250 видів. Поверхня скель покрита особливим видом дуба (Quercetum pubescentis), тисовими деревами (Saniculo taxetum)[джерело?], соснами (Pinus nigra, Pinus halepensis).
Фауна є різноманітною, типовою для Середземномор'я. Серед птиць тут мешкають: серпокрилець білочеревий, ластівка скельна, стінолаз, припутень, дрізд, золотомушка, рідкісний яструбовий орел (Hieraaetus fasciatus). Серед ссавців є чимало вивірок, кабанів, диких кіз. Також там зустрічаються саламандри, вужі і гадюки.
На горі Монсеррат прокладено багато туристичних маршрутів. Гірські схили вздовж стежок де-факто є музеєм просто неба — вони прикрашені всілякими скульптурами, меморіальними знаками і табличками, майолікою тощо. Першим відомим сходженням на вершини гори називають сходження 1880 року на вершину скелі Монтгрос (Велика гора). В 1922 році популярність сходжень набула нового оберту і в цей час відбулось сходження на вершину скелі Екос (Луна), а згодом і на Каваль-Бернат. В 1935 році було сходження на Сіліндре (Циліндр), в 1948 — на Стіну Сант-Жероні, в 1955 — на Діаблес. Згодом не залишилось скель, на яких не побували туристи, що почало завдавати шкоди флорі і фауні гори. Тому 29 січня 1987 року за рішенням Женералітату Каталонії природний комплекс, прилеглий до монастиря, отримав статус національного парку Каталонії.

## Доступ
До Бенедиктинського абатства можна дістатися автодорогою, канатною дорогою Монсеррат або залізницею Монсеррат. До нижньої станції як залізниці, так і канатної дороги можна дістатися на поїзді Ferrocarrils de la Generalitat de Catalunya від станції Іспанія (ісп. Plaça d'Espanya) (Барселона). Від абатства фунікулер Сан-Джоан прямує до вершини гори, де в є різні занедбані лавки, які раніше були келіями монахів, фунікулер Санта-Кова прямує до молитовні у Святій печері.

## Джерело
- Жорди Молас и Рифа. Монсеррат. Официальный путеводитель. Барселона. — Аузиас Марк — 1998. (рос.)